# Tim Herrin
Tim Herrin (Terre Haute, Indiana, 8 de octubre de 1996) es un jugador profesional estadounidense de béisbol que se desempeña en la posición de lanzador en Cleveland Guardians, equipo de las Grandes Ligas de Béisbol (MLB).

## Carrera
Fue seleccionado en la 29.ª ronda en el Draft de la MLB de 2018. En 2023 hizo su debut profesional con el equipo Cleveland Guardians, donde lleva jugando dos temporadas.